# Julia Domínguez
Julia Domínguez (Las Palmas de Gran Canaria 4 de julio de 1995), es una deportista española que compite en las dos modalidades de grappling. Ha tenido como entrenadores a Juan Francisco Espino y Cristian García, del club Jet Canarias. 

## Trayectoria
Ha sido medalla de oro (en la categoría de 53 kg) en la modalidad de grappling gi y no gi, en el Campeonato Mundial de Grappling 2014, celebrado en Moscú.
Consiguió el doblete (medalla de bronce) en el Campeonato Europeo de Grappling de 2015, celebrado en la localidad de Sassari (Cerdeña), Italia.
En febrero de 2014 —en el Campeonato de España de Grappling, celebrado en Madrid—, consiguió las medallas de oro en ambas modalidades de grappling. En junio de ese mismo año, en la Copa de España Senior de Grappling - Grappling Gi, obtuvo la medalla de plata y oro, respectivamente.
En 2015, en el Campeonato de España de Grappling, se alzó con la medalla de plata en la modalidad de grappling gi y con la medalla de oro en la modalidad de grappling no gi. En abril de ese mismo año consiguió también la medalla de oro en la Copa de España de Grappling.

## Palmarés internacional
| Campeonato Mundial de Grappling | Campeonato Mundial de Grappling | Campeonato Mundial de Grappling | Campeonato Mundial de Grappling |
| Año                             | Lugar                           | Medalla                         | Categoría                       |
| ------------------------------- | ------------------------------- | ------------------------------- | ------------------------------- |
| 2014                            | Moscú (Rusia)                   | Medalla de oro                  | Grappling Gi 53 kg              |
| 2014                            | Moscú (Rusia)                   | Medalla de oro                  | Grappling No Gi 53 kg           |
| Campeonato Europeo de Grappling |                                 |                                 |                                 |
| Año                             | Lugar                           | Medalla                         | Categoría                       |
| 2015                            | Sassari (Italia)                | Medalla de bronce               | Grappling Gi 53 kg              |
| 2015                            | Sassari (Italia)                | Medalla de bronce               | Grappling No Gi 53 kg           |

## Campeonatos nacionales
| Campeonato de España de Grappling | Campeonato de España de Grappling | Campeonato de España de Grappling | Campeonato de España de Grappling |
| Año                               | Lugar                             | Medalla                           | Categoría                         |
| --------------------------------- | --------------------------------- | --------------------------------- | --------------------------------- |
| 2014                              | Madrid (España)                   | Medalla de oro                    | Grappling Gi 53 kg                |
| 2014                              | Madrid (España)                   | Medalla de oro                    | Grappling No Gi 53 kg             |
| 2015                              | Madrid (España)                   | Medalla de plata                  | Grappling Gi 53 kg                |
| 2015                              | Madrid (España)                   | Medalla de oro                    | Grappling No Gi 53 kg             |
| Copa de España de Grappling       |                                   |                                   |                                   |
| Año                               | Lugar                             | Medalla                           | Categoría                         |
| 2014                              | Madrid (España)                   | Medalla de oro                    | Grappling Gi 53 kg                |
| 2014                              | Madrid (España)                   | Medalla de plata                  | Grappling No Gi 53 kg             |
| 2015                              | Madrid (España)                   | Medalla de oro                    | Grappling 53 kg                   |